# Ololygon
Ololygon is een geslacht van kikkers uit de familie boomkikkers (Hylidae).
De groep werd voor het eerst wetenschappelijk beschreven door Leopold Fitzinger in 1843. Later werd de wetenschappelijke naam Ololigon gebruikt. Er zijn 44 soorten, inclusief de pas in 2013 voor het eerst wetenschappelijk beschreven soort Ololygon pombali. Veel soorten werden eerder tot het geslacht Scinax gerekend.
De verschillende soorten komen voor in delen van Zuid-Amerika en leven in de landen Brazilië en Argentinië.

## Soorten
- Ololygon agilis
- Ololygon albicans
- Ololygon alcatraz
- Ololygon angrensis
- Ololygon arduous
- Ololygon argyreornata
- Ololygon ariadne
- Ololygon aromothyella
- Ololygon atrata
- Ololygon belloni
- Ololygon berthae
- Ololygon brieni
- Ololygon canastrensis
- Ololygon carnevallii
- Ololygon catharinae
- Ololygon centralis
- Ololygon cosenzai
- Ololygon faivovichi
- Ololygon flavoguttata
- Ololygon heyeri
- Ololygon hiemalis
- Ololygon humilis
- Ololygon insperata
- Ololygon jureia
- Ololygon kautskyi
- Ololygon littoralis
- Ololygon littoreus
- Ololygon longilinea
- Ololygon luizotavioi
- Ololygon machadoi
- Ololygon melloi
- Ololygon muriciensis
- Ololygon obtriangulata
- Ololygon peixotoi
- Ololygon perpusilla
- Ololygon pombali
- Ololygon ranki
- Ololygon rizibilis
- Ololygon skaios
- Ololygon skuki
- Ololygon strigilata
- Ololygon tripui
- Ololygon tupinamba
- Ololygon v-signata

Julianus · 
Ololygon · 
Scinax · 
Sphaenorhynchus